# Queen Mary 2
Die Queen Mary 2, kurz QM2 genannt, ist ein Transatlantikliner der Carnival Corporation & plc. Das Schiff wurde primär für die linienmäßige Transatlantikpassage entworfen, wird jedoch auch für Kreuzfahrten eingesetzt. Der Konzern betreibt das Schiff unter seiner Kreuzfahrtmarke Cunard Line. Die Queen Mary 2 ist das Flaggschiff der Cunard-Flotte und erinnert sowohl in ihrem Erscheinungsbild als auch durch die Gepflogenheiten an Bord an die Transatlantikliner des frühen 20. Jahrhunderts.
Nachdem auf der Transatlantikroute in den 1950er und 1960er Jahren der Schiffsverkehr durch Flugverkehr abgelöst wurde, ist die Queen Mary 2 der einzige heute aktive Transatlantikliner. Mit 148.528 BRZ vermessen (Wasserverdrängung 79.827 Tonnen) zählt sie zu den größten Passagierschiffen der Welt. Mit einer Besatzung von 1.253 Personen bietet sie in 1.310 Kabinen Platz für bis zu 3.090 Passagiere.

## Geschichte

### Bau und Indienststellung
Am 8. Juni 1998 gab die britische Reederei Cunard den Bau eines neuen Transatlantikliners für die Bedienung der Route Southampton-New York bekannt, der auch für Kreuzfahrten einsetzbar sein sollte. Die Planungen sahen ein Schiff mit einer Tonnage von etwa 84.000 vor, das rund 2.000 Passagieren Platz bieten sollte. Nach dem Erfolg der Carnival Destiny (ca. 101.000 BRZ; Carnival Cruise Lines) und der Voyager of the Seas (ca. 137.000 BRZ; Royal Caribbean Cruises) beschloss Cunard, den Entwurf zu vergrößern.
Sechs Monate später veröffentlichte Cunard erste Details des ehrgeizigen Projekts, eines Schiffs, das der Queen Elizabeth 2 vergleichbar sein sollte. An der Ausschreibung beteiligten sich unter anderem die Werften Harland & Wolff (Nordirland), Aker Yards (Finnland), Fincantieri (Italien) und die Meyer Werft (Deutschland). Zu diesem Zeitpunkt waren die Auftragsbücher der europäischen Werften prall gefüllt, und es gab Gerüchte, dass das Schiff in Fernost erbaut werden könnte. Den Zuschlag zum Bau erhielt schließlich die französische Werft Chantiers de l’Atlantique in Saint-Nazaire (Frankreich). Der Vertrag zum Bau wurde am 6. November 2000 unterzeichnet, bei dem die Dillinger Hütte den Zuschlag für die Stahllieferung bekam.
Der Bau der Queen Mary 2 begann mit dem Schnitt der ersten Stahlplatte am 16. Januar 2002. Unter der Baunummer G32 wurde der Kiel am 4. Juli 2002 im „Louis Joubert Lock“, auch bekannt als „Normandie Dock“, gelegt. Während der Bauzeit waren rund 20.000 Menschen direkt oder indirekt mit der Planung und dem Bau beschäftigt. Etwa 3.000 Werftarbeiter leisteten ca. 8 Millionen Arbeitsstunden für den Schiffsbau. 300.000 Einzelteile aus Stahl wurden zu 94 Sektionen gefügt, die dann im Baudock zusammengeschweißt wurden. Einzelne Sektionen hatten ein Gewicht von mehr als 600 Tonnen. Der Schornstein wurde am 12. März 2003 gesetzt. Am 16. März 2003 fand die traditionelle Münz-Zeremonie statt, bei der eine britische und eine französische Münze zum Zeichen erfolgreicher Zusammenarbeit im Rumpf eingeschweißt wurden. Am 21. März 2003 wurde das Baudock geflutet und der Ausbau des Schiffes fortgesetzt.

Die Queen Mary 2 im Größenvergleich mit der Titanic, dem Großraumflugzeug Airbus A380, einem Bus, einem Pkw und einem Menschen

Die ersten Probefahrten der Werft wurden zwischen dem 25. und 29. September 2003 im Seegebiet vor Saint-Nazaire und den Inseln Île d’Yeu und Belle-Île durchgeführt. Während der zweiten Probefahrtenserie zwischen dem 7. und 11. November 2003 erreichte die Queen Mary 2 erstmals eine Geschwindigkeit von 30 Knoten (ca. 55 km/h). Am 15. November 2003 wurden die Arbeiten von einem Unfall überschattet, als eine Gangway einstürzte. Dabei kamen 15 Personen ums Leben, und 32 weitere wurden schwer verletzt.
Nur 38 Monate nach der Vertragsunterzeichnung und einer Bauzeit von weniger als zwei Jahren wurde die Queen Mary 2 am 22. Dezember 2003 an Cunard übergeben. Der Kaufpreis des Schiffes betrug über 800 Millionen US-Dollar. Damit war die Queen Mary 2 zum damaligen Zeitpunkt nicht nur das größte, sondern auch das bis dahin teuerste gebaute Passagierschiff der Welt. Der erste Kapitän des Schiffes war Commodore Ronald W. Warwick. Am zweiten Weihnachtstag traf die Queen Mary 2 in ihrem damaligen Heimathafen Southampton ein.
Am 1. Dezember 2011 änderte sich der Heimathafen: Die Queen Mary 2 ist seitdem in Hamilton auf den Bermudas zuhause. Die Beflaggung bleibt allerdings erhalten, da auch die Inselgruppe im Atlantik zum Vereinigten Königreich gehört. Der offizielle Grund für die Änderung ist die hohe Nachfrage nach Hochzeiten auf dem Kreuzfahrtschiff, die laut britischem Recht nicht möglich, auf den Bermudas aber erlaubt sind.

### Einsatz

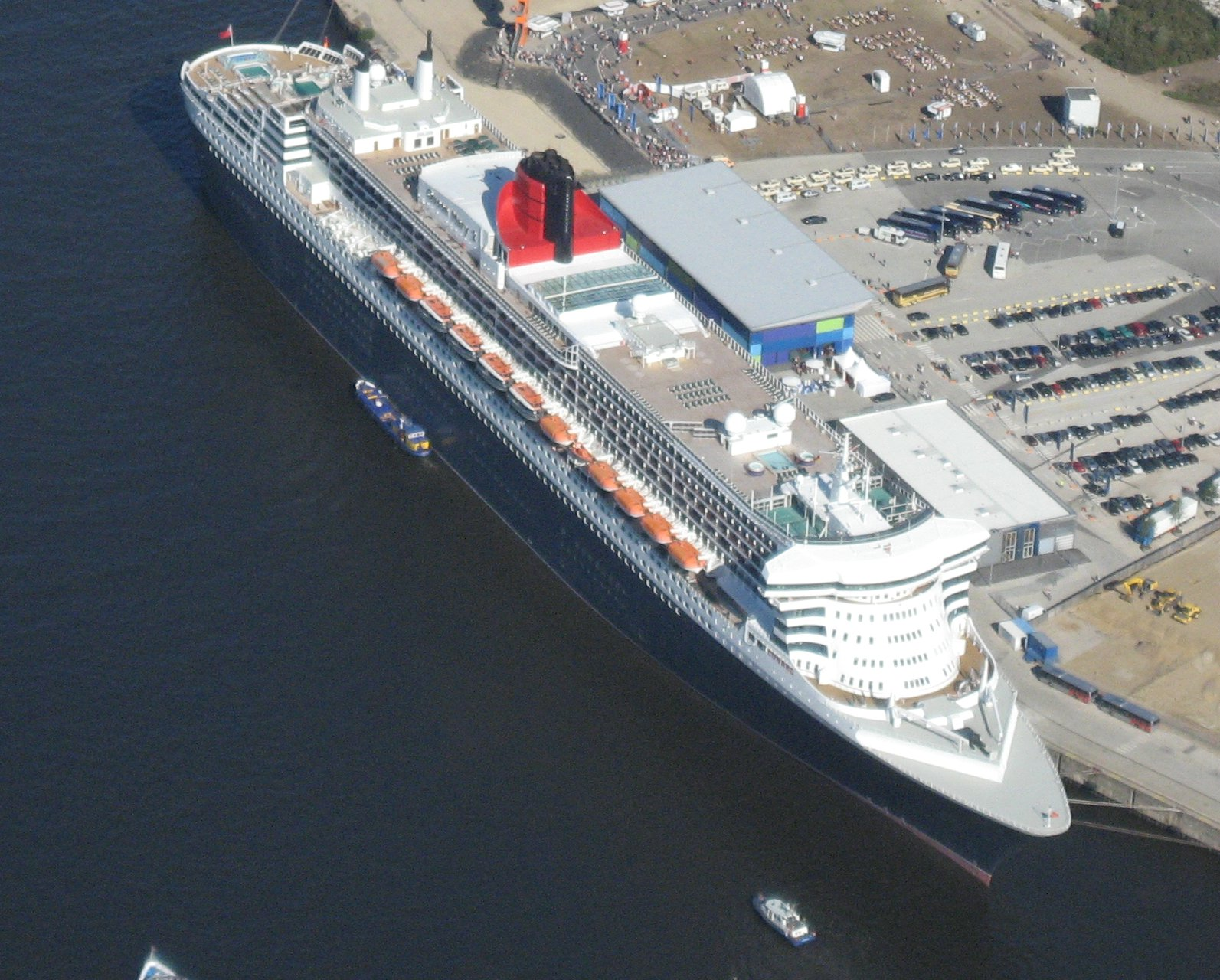
Die Queen Mary 2 am Hamburger Cruise Center HafenCity, August 2006

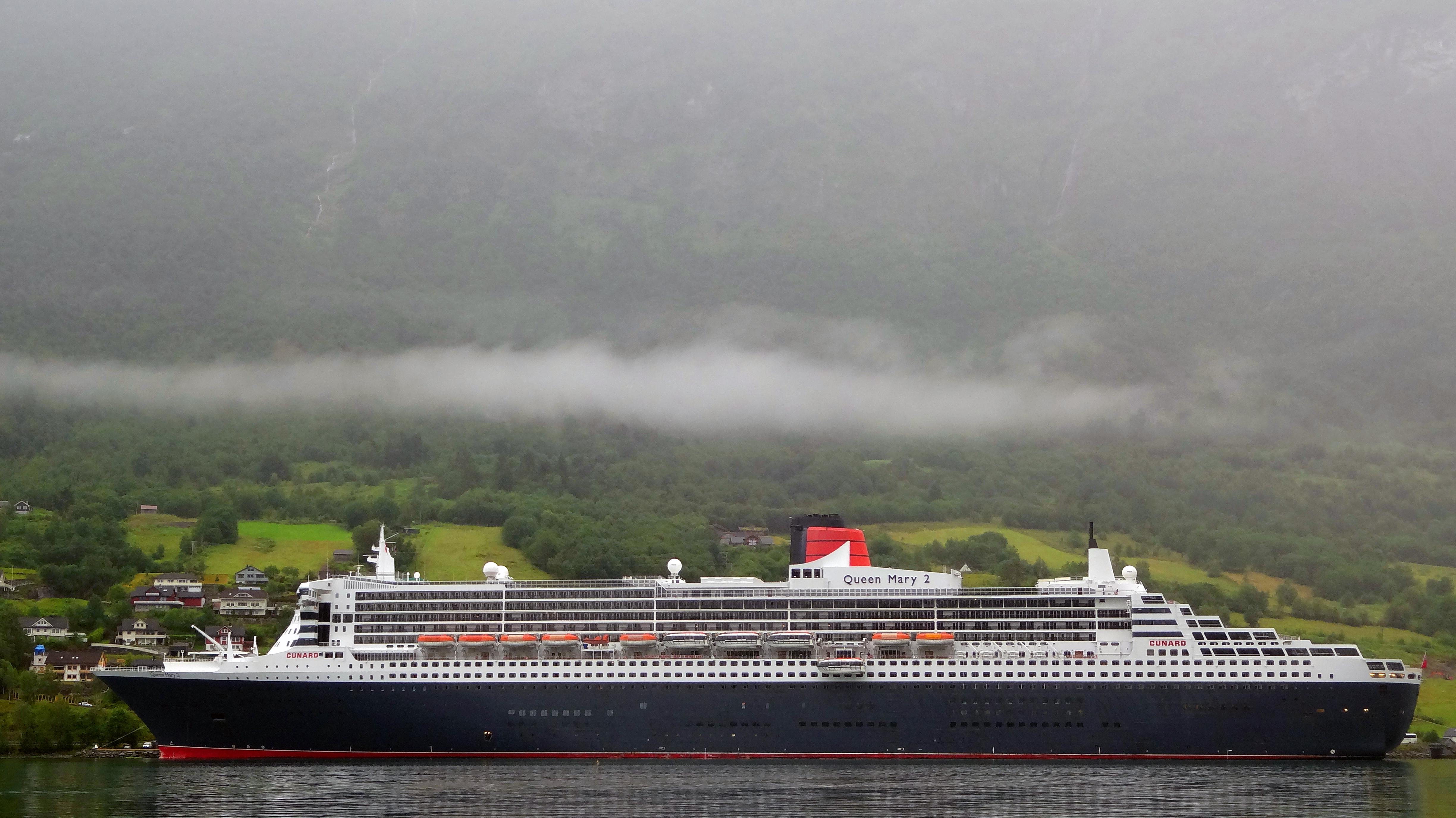
Queen Mary 2 in einem norwegischen Fjord im Juli 2013

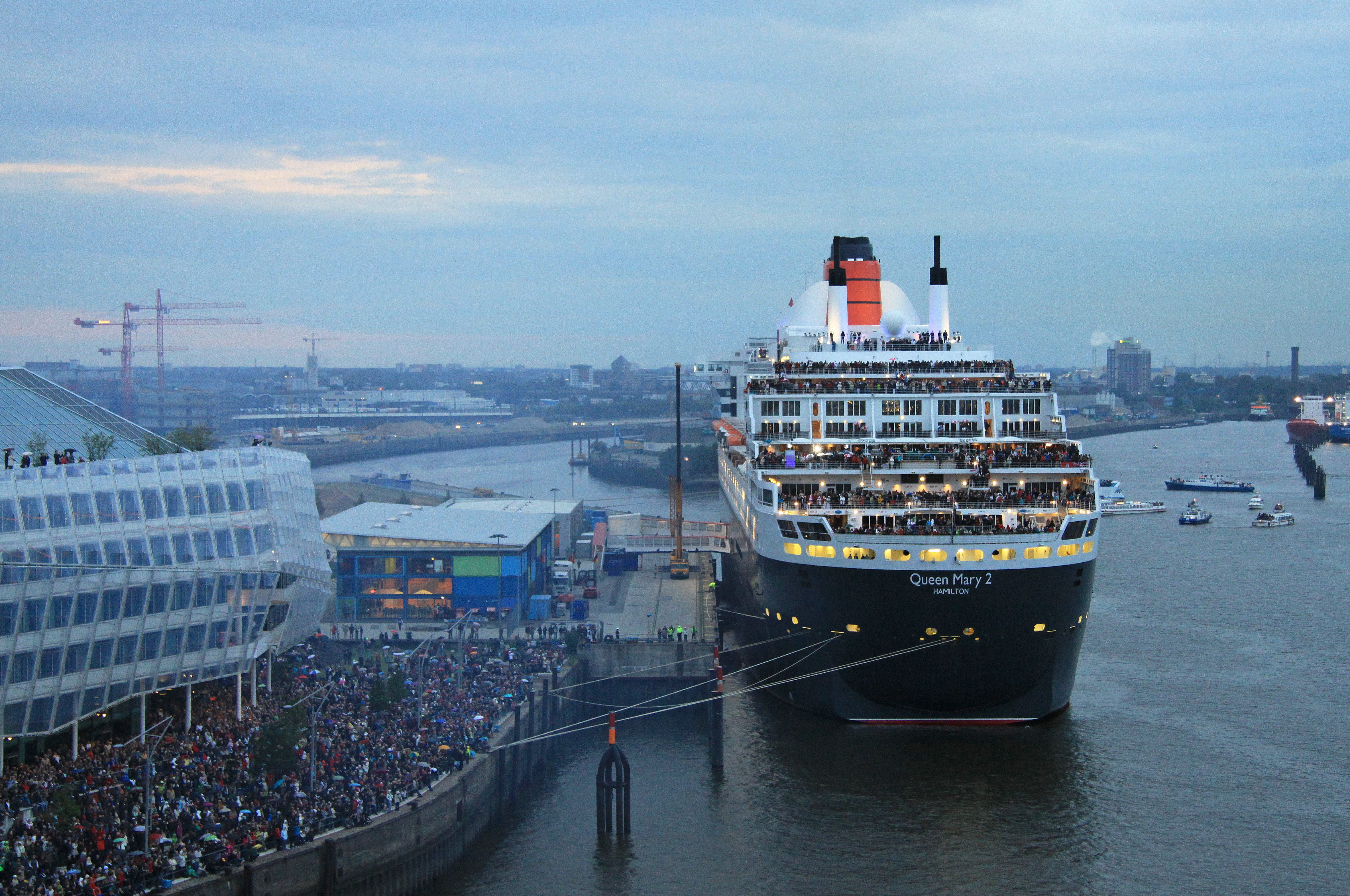
Queen Mary 2 im Hamburger Hafen bei der Feier zum Treffen der Queens am 15. Juli 2012

Im Rahmen einer feierlichen Zeremonie wurde die Queen Mary 2 am 8. Januar 2004 von Elisabeth II. getauft. Die Jungfernfahrt fand vom 12. Januar bis 26. Januar 2004 statt und führte von ihrem Heimathafen Southampton über Teneriffa, Gran Canaria, Barbados und die Amerikanischen Jungferninseln nach Port Everglades in Florida. Nach Fahrten in der Karibik und nach Rio de Janeiro folgte am 26. März die erste Atlantiküberquerung in östlicher Richtung. Am 16. April 2004 verließ das Schiff zum ersten Mal den Heimathafen Southampton mit Kurs auf New York. Auf der Rückreise, die am 25. April begann, wurde die Queen Mary 2 von der Queen Elizabeth 2 begleitet.
Seit April 2006 ist das „Brooklyn Cruise Terminal“ in Red Hook (Brooklyn) Ausgangs- bzw. Endpunkt der Transatlantikfahrten der Queen Mary 2, zuvor wurde das „Manhattan Cruise Terminal“ (Manhattan West Side auf Höhe der 50th Street) genutzt. Die klassische Transatlantik-Reise zwischen Southampton und New York City dauert sieben Tage.
Mittlerweile werden neben der klassischen Transatlantikroute abhängig von der Jahreszeit auch Kreuzfahrten in der Karibik und in europäischen Gewässern angeboten. Besondere Höhepunkte der Einsatzgeschichte des Schiffes:
- Am 19. Juli 2004 besuchte die Queen Mary 2 zum ersten Mal den Hamburger Hafen und machte am Grasbrook-Terminal (heute Hamburg Cruise Center HafenCity) fest. Das Einlaufen in den Hafen wurde von mehr als 300.000 Zuschauern beobachtet (insgesamt 500.000 am Einlauftag).[8][9] Aufgrund der nach diesem Besuch gestiegenen Buchungszahlen nahm Cunard eine Änderung der Reisepläne für 2005 vor.[10] Sie läuft Hamburg inzwischen regelmäßig an und macht am Hamburg Cruise Center in der HafenCity fest. Während dieser Zeit findet unter dem Namen „Queen Mary 2 Day“ ein Rahmenprogramm statt.
- Während der Olympischen Sommerspiele 2004 lag das Schiff als schwimmendes Hotel vor Piräus und diente unter anderem dem britischen Premierminister Tony Blair, dem damaligen US-Präsidenten George W. Bush, dem französischen Präsidenten Jacques Chirac und der amerikanischen Basketballnationalmannschaft als Unterkunft.
- Nach der Umfahrung Südamerikas traf die Queen Mary 2 am 22. Februar 2006 erstmals auf die Queen Mary, die als Hotelschiff vor Long Beach (Kalifornien) liegt.
- Am 10. Januar 2007 lief die Queen Mary 2 aus dem Hafen von Fort Lauderdale zu ihrer ersten Weltumrundung aus, die sie nach 81 Tagen wieder dorthin zurückführte. Am 20. Februar traf sie im Hafen von Sydney auf die Queen Elizabeth 2, die sich ebenfalls auf Weltreise befand. Dieses war das erste Treffen zweier Cunard-„Queens“ seit dem Kriegseinsatz der Queen Mary und der Queen Elizabeth im Jahr 1941. Weitere Stationen der Weltreise waren San Francisco, Sydney, Singapur, Hongkong, Dubai und Southampton.
- Am 13. Januar 2008 trafen sich erstmals die Queen Mary 2, die Queen Elizabeth 2 und die Queen Victoria im Hafen von New York. Die drei Schiffe verließen, begleitet von einem großen Feuerwerk, gemeinsam den Hafen.[11] Im Anschluss daran überquerten die Queen Elizabeth 2 und die Queen Victoria den Atlantik Seite an Seite.
- Das letzte Zusammentreffen der drei Cunard-„Queens“ fand am 9. Mai 2014 im Hafen von Southampton statt.
- Am 8. Mai 2010 war die Queen Mary erneut zum Hafengeburtstag in Hamburg.[12] Die Reederei plante daraufhin häufigere Besuche der QM2 in Hamburg.[13]
- Das erste Zusammentreffen der zwei Cunard-„Queens“ Queen Mary 2 und Queen Elizabeth fand am 15. Juli 2012 im Hamburger Hafen statt, mit nahezu zeitgleichem Einlaufen in den frühen Morgenstunden und festlichem Abschluss mit Hochfeuerwerk in den Abendstunden.[14]

Seitdem die Queen Elizabeth 2 am 27. November 2008 außer Dienst gestellt wurde, ist die Queen Mary 2 der letzte planmäßig verkehrende Transatlantikliner.

### Werftaufenthalte
Reparaturen und Wartungsarbeiten wurden bisher überwiegend im Trockendock Elbe 17 bei Blohm + Voss in Hamburg durchgeführt.
- Erste Überholung ab 8. November 2005 elf Tage lang bei Blohm + Voss Repair in Hamburg
- Zweite Überholung bei Blohm + Voss Repair zur Reparatur einer bei einem Auslaufmanöver in Port Everglades im US-Bundesstaat Florida beschädigten Antriebsgondel: Eindocken am 6. Mai 2006, danach Demontage der beschädigten Antriebsgondel; der Wiedereinbau erfolgte ab 12. November 2006. In der Zwischenzeit fuhr die Queen Mary 2 mit drei Antriebseinheiten und erreichte selbst so noch etwa 25 Knoten Reisegeschwindigkeit.
- Im Rahmen einer weiteren Dockung bei Blohm + Voss Repair vom 12. bis 17. November 2006 wurden neben der Montage der reparierten Antriebsgondel auch alle Balkone mit einer Sprinkleranlage versehen und die Brückennocks um zwei Meter verlängert.
- Zwischen dem 23. Oktober und 13. November 2008 wurde bei Blohm + Voss Repair das „Refit 2008“ durchgeführt. Zum Eindocken musste das Nachthochwasser des 24. Oktober 2008 abgewartet werden. Während des Werftaufenthalts wurden Antriebsanlage, Querstrahlanlagen und Stabilisatoren teilweise demontiert und überholt. Außerdem wurden die Rettungsboote durch den Hersteller gewartet, der Rumpf mit 35.000 Litern Farbe konserviert und sonstige Erhaltungsarbeiten am Schiff durchgeführt.[15]
- Zwischen dem 26. November und 5. Dezember 2011 wurden bei Blohm + Voss Repair in Hamburg alle 1.310 Kabinen mit neuen Teppichen, Vorhängen und Bettdecken ausgestattet.[16]

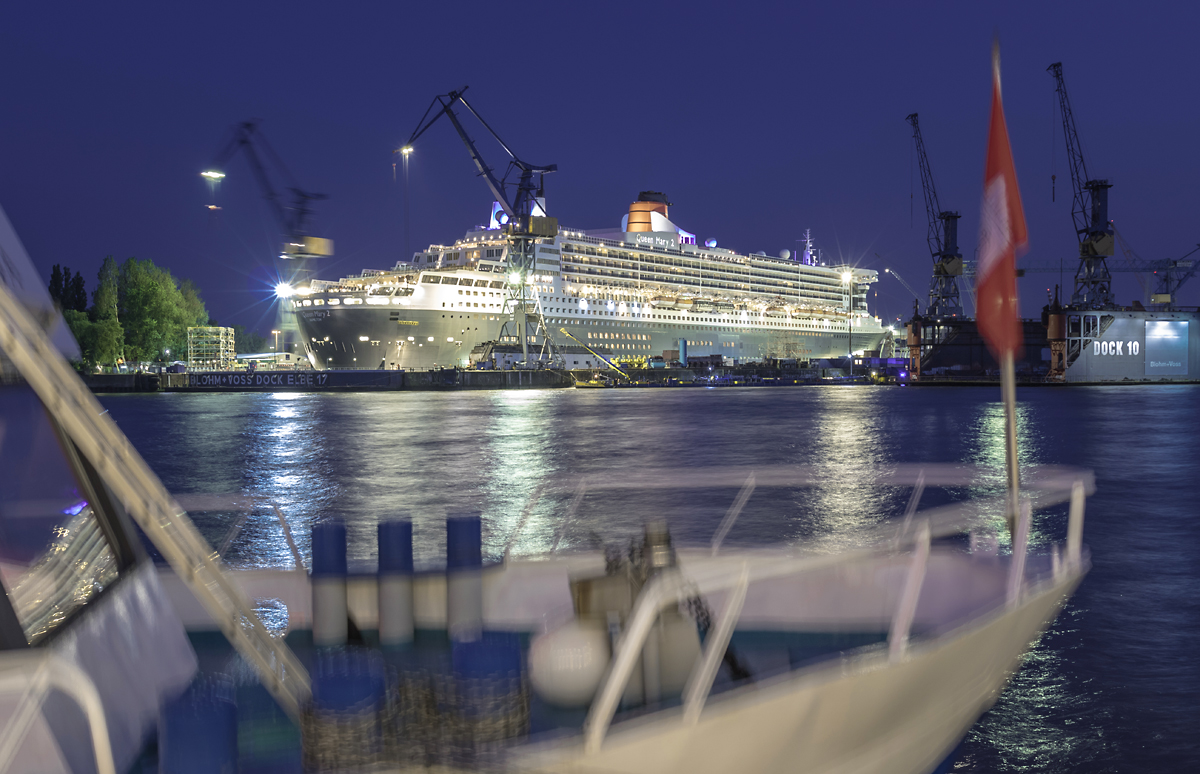
QM II im Dock von Blohm und Voss in Hamburg am 27.05.2016

- QM II im Dock von Blohm und Voss in Hamburg am 27.05.2016Am 27. Mai 2016 kehrte das Schiff für drei Wochen zu Modernisierungsarbeiten in das Dock Elbe 17 bei Blohm + Voss Repair in Hamburg zurück. Auf Deck 13 wurden 30 neue „Britannia Club“-Kabinen eingebaut.[17]

### Wiederholte Antriebsprobleme
Da sich die „Mermaid“-Propellergondeln der Queen Mary 2 im Betrieb als ausgesprochen störanfällig erwiesen, verklagte der Konzern Carnival Corporation & plc den Hersteller Rolls-Royce im Januar 2009 auf Schadenersatz. Carnival warf Rolls-Royce vor, die technischen Unzulänglichkeiten der Antriebe wissentlich verschwiegen zu haben, um den Bauauftrag zu erhalten.
Ursache für die Ausfälle waren Schäden an den Lagern, die das Schwenken der Gondeln ermöglichen. Im Schadensfall konnte die betroffene Gondel nicht mehr zum Steuern des Schiffes eingesetzt werden. Im Januar 2011 wurde Carnival eine Entschädigung in Höhe von 24 Mio. US-Dollar zugesprochen.

## Entwurf
Der Entwurf der Queen Mary 2 stammt von dem Schiffsarchitekten Stephen Payne und vereinigt Merkmale moderner Kreuzfahrtschiffe mit der Linienführung klassischer Transatlantikliner wie der Queen Elizabeth 2. Mit einem Raumverhältnis von 57,25 (BRZ/Passagier) übertrifft die Queen Mary 2 Kreuzfahrtschiffe vergleichbarer Größe um 30 bis 50 %. Beim Entwurf musste die Durchfahrthöhe der Verrazano-Narrows-Brücke in New York berücksichtigt werden. Sie ist das niedrigste Hindernis, das auf der Route Southampton–New York passiert werden muss. Der vertikale Abstand zwischen Schiff und Brücke beträgt bei der Brückenpassage nur zwei Meter.

### Rumpf

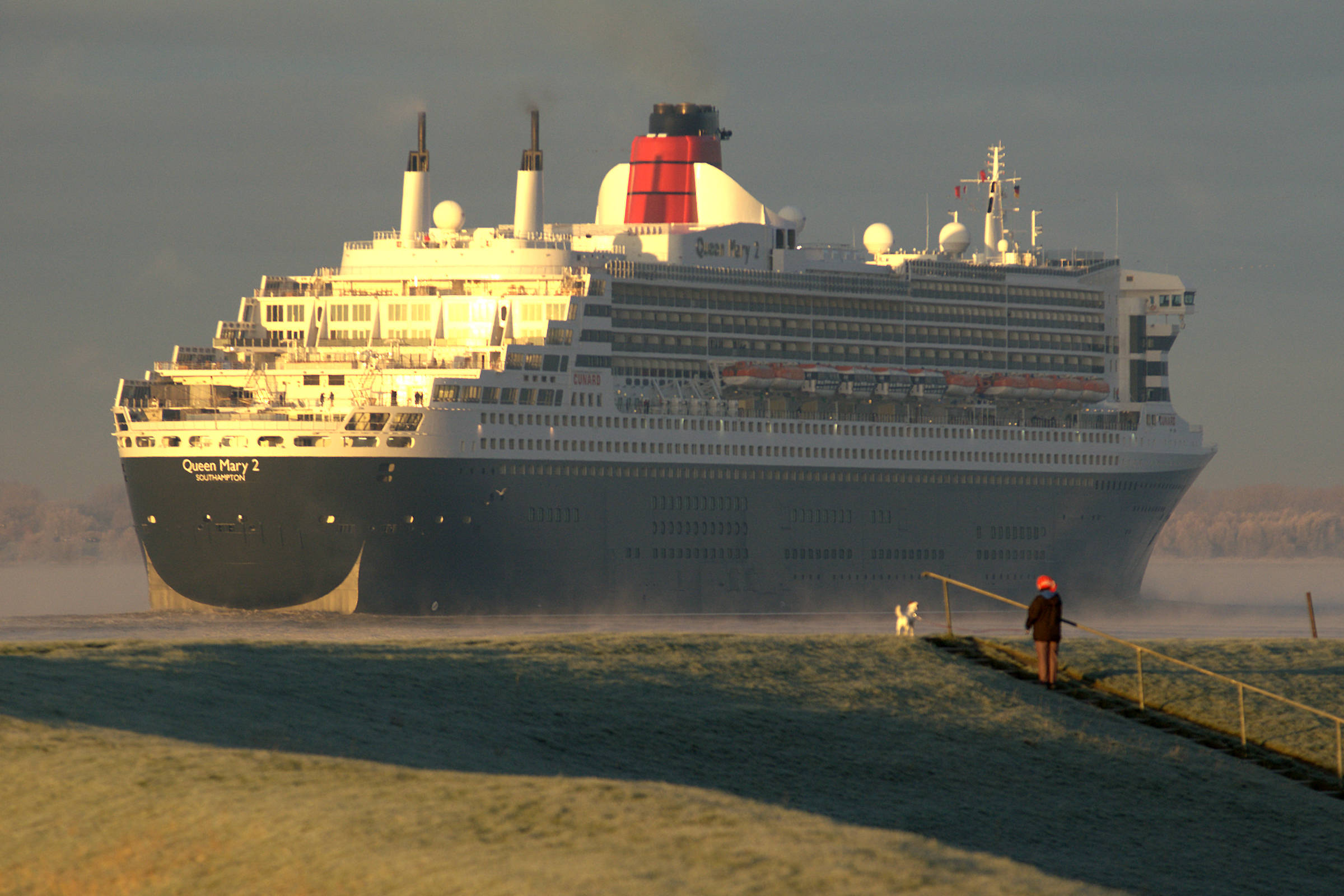
Die Queen Mary 2 auf der Elbe bei Glückstadt

Die Konstruktion des Rumpfs ist in erster Linie auf die besonderen Anforderungen der Atlantiküberquerung optimiert. Die Materialstärke beträgt bis zu 30 mm. Die Struktur des Schiffes ist auf eine Lebensdauer von über 40 Jahren ausgelegt. Im Gegensatz zur Queen Elizabeth 2, deren obere Decks aus Aluminium gefertigt wurden, bestehen Rumpf und Aufbauten der Queen Mary 2 ausschließlich aus Stahl. Bei der Gestaltung des Hecks orientierte sich Designer Payne an einer löffelähnlichen Form, obwohl die Gesamtauslegung eigentlich einen geraden Heckspiegel erforderte. Die endgültige Gestaltung geht auf einen Entwurf des italienischen Schiffsarchitekten Nicolo Costanzi zurück, der diese Heckform in den 1960er Jahren bei einigen Passagierschiffen realisierte. Der Rumpf wurde umweltfreundlich mit insgesamt 400 Tonnen TBT-freien Lacken in bis zu sieben Schichten lackiert. Die 37 Rettungsboote des Schiffs werden mit einer Lage von 27 Metern über dem Wasserspiegel eigentlich nicht der Sicherheitsnorm gerecht, die für Passagierschiffe lediglich 15 Meter zulässt. Jedoch wurde mit der Begründung des oft sehr stürmischen Nordatlantiks und einer möglichen Beschädigung der Boote für die Queen Mary 2 eine Ausnahmegenehmigung erteilt.

### Inneres und Decks
Die Funktionsauslegung der 13 Decks und die Innenausstattung der Queen Mary 2 weichen teilweise deutlich von den meisten anderen Kreuzfahrtschiffen ab. Der größte Teil der öffentlichen Bereiche wie Theater, Kino oder der Hauptspeisesaal „Britannia“ befinden sich innerhalb der Rumpfkontur auf den Decks 2 und 3. In den Decks 4, 5 und 6 sind die Standardkabinen untergebracht. Das Bootsdeck (Deck 7) dient als Promenadendeck und ist die imaginäre Trennlinie zu den überwiegend höherwertigen Kabinenkategorien der Decks 8 bis 13. Hier befinden sich außerdem Bars, Restaurants und der Wellnessbereich. Bei einem Rundgang auf Deck 7 legt man eine Wegstrecke von über 600 m zurück. Die mit Teakholz beplankten Freiflächen der oberen Decks dienen ausschließlich dem Sonnenbad und der Beobachtung.

## Maschinenanlage, Antrieb und Versorgungstechnik
Die Queen Mary 2 ist mit einer unter Kreuzfahrtschiffen einzigartigen Maschinenanlage ausgestattet. Der Integrierte elektrische Antrieb (IEP, „Integrated electric propulsion“) besteht aus sechs elektrischen Generatoren, die von vier Dieselmotoren und zwei Gasturbinen angetrieben werden und das Schiff mit elektrischer Energie versorgen. Die vier Schiffspropeller werden von Elektromotoren angetrieben. Geschwindigkeiten von bis etwa 24 bis 26 Knoten lassen sich allein mit den Dieselmotoren erreichen. Darüber hinaus, bis zur Höchstgeschwindigkeit von mehr als 30 Knoten, ist der Einsatz der von den Gasturbinen angetriebenen Generatoren erforderlich. Dabei verbraucht die Maschinenanlage rund 500 Tonnen Kraftstoff pro Tag.

### Dieselmotoren
Die vier 16-Zylinder-Dieselmotoren des Typs Wärtsilä 16V46CR EnviroEngine wurden in Zusammenarbeit mit dem Schiffseigner Carnival Corporation & plc entwickelt. Sie haben ein Gewicht von rund 217 Tonnen pro Motor und sind – getrennt von den Gasturbinen – innerhalb des Rumpfs im Haupt-Maschinenraum des Schiffes installiert. Jeder Motor ist 12,5 m lang, 4,4 m breit und 5,5 m hoch. Der Hubraum beträgt etwa 1.550 Liter. Die Motoren sind mit Common-Rail-Einspritzsystem und zusätzlicher Wassereinspritzung ausgestattet. Sie werden mit Schweröl (HFO) betrieben. Jeder Motor entwickelt bei einer Drehzahl von 514/min (für 60 Hz Wechselstrom) eine Leistung von 16.800 kW. Der Kraftstoffverbrauch eines Motors bei Volllast wird mit 3,1 Tonnen pro Stunde angegeben. Die Dieselmotoren produzieren etwa 57 % der Gesamtleistung.

### Gasturbinen
Die beiden Gasturbinen des Typs General Electric LM2500+ wurden aus dem Strahltriebwerk General Electric CF6 abgeleitet, das unter anderem auch für die Boeing 747 verwendet wird. Aufgrund des hohen Luft-/Sauerstoffbedarfs sind sie unmittelbar unterhalb des Schornsteins in einem schallgedämmten Raum eingebaut. Bei einer Drehzahl von 3.600/min entwickelt jeder der beiden Turbogeneratoren eine elektrische Leistung von rund 25 MW, dies entspricht einer Wellenleistung von etwa 29,78 MW. Im Gegensatz zu den Dieselmotoren werden die Gasturbinen mit hochwertigem, leichten Marinedieselöl (MGO) betrieben. Jeder Turbinensatz hat eine Masse von etwa 95 Tonnen. Die Anlagen werden nur genutzt, wenn das Schiff höhere Geschwindigkeiten erreichen soll.

### Propellergondeln
Die Queen Mary 2 wird von vier Propellergondeln des Typs „Mermaid“ (dt.: Meerjungfrau) von Alstom/Kamewa angetrieben und ist das erste Vier-Schrauben-Passagierschiff, das mit dieser Technik ausgestattet wurde. Die Gondeln sind in zwei Gruppen im Heck des Schiffs installiert. Die beiden hinteren, innenliegenden Einheiten sind zum Manövrieren und Steuern um 360 Grad drehbar. Die vorderen, außenliegenden Gondeln sind starr. Die eingebauten Alstom-Elektromotoren entwickeln eine Leistung von je 21,5 MW und treiben die in Fahrtrichtung nach vorn gerichteten Vierblatt-Festpropeller (Zugpropeller) mit einer Drehzahl von bis zu 150/min an. Diese bestehen aus Aluminiumbronze und haben einen Durchmesser von 5,9 m. Jede Propellergondel hat eine Masse von etwa 260 Tonnen.

### Querstrahlanlage und Stabilisatoren
Im Bug der Queen Mary 2 sind drei Querstrahlanlagen mit einer Leistung von je 3,2 MW eingebaut, mit denen sich das Schiff um die eigene Hochachse drehen und in engen Häfen manövrieren kann. Die Austrittsöffnungen werden bei normaler Fahrt von Klappen verschlossen.
Um Roll- und Stampfbewegungen zu reduzieren, verfügt das Schiff über insgesamt zwei Paar Flossenstabilisatoren (Hersteller: Brown Brothers & Co Ltd), die innerhalb von 30 Sekunden ausgefahren werden können. Jede einzelne Flosse hat eine Fläche von rund 15,6 m² und wiegt etwa 70 Tonnen.

### Wasserversorgung
Die Frischwasserversorgung der Queen Mary 2 wird auf See über drei thermische Meerwasserentsalzungsanlagen mit einer Gesamtkapazität von 1.890 m³ pro Tag sichergestellt. Sie werden über die Abwärme (Prozesswärme, Kraft-Wärme-Kopplung) der Maschinen und über zwei ölgefeuerte Dampferzeuger mit Wärme versorgt. Das aufbereitete Trinkwasser hat nur noch einen Salzgehalt von 5 ppm. Die verbleibende Sole wird gemeinsam mit dem Kühlwasser der Dieselmotoren ins Meer gepumpt. Die Trinkwassertanks haben ein Volumen von 3.830 Kubikmeter, ausreichend, um das Schiff drei Tage lang zu versorgen. Bei geringer Geschwindigkeit wird zu wenig Prozesswärme erzeugt, um die Entsalzungsanlagen wirtschaftlich zu betreiben. In diesem Fall werden die Frischwassertanks im Hafen aufgefüllt.

## Ausstattung

### Kabinen
Von den insgesamt 1.310 Kabinen sind knapp 77 % Außenkabinen, 73 % verfügen über einen Balkon. 30 Kabinen verschiedener Kategorien sind behindertengerecht ausgestattet. In allen Kabinen stehen E-Mail, Einkaufsmöglichkeiten, individuelle Audio- und Videoprogramme sowie Hörbücher auf Abruf zur Verfügung. Die Kabinen sind in zehn Kategorien aufgeteilt, wobei weniger als ein Drittel zur Standardkategorie gehören.

### Öffentliche Bereiche

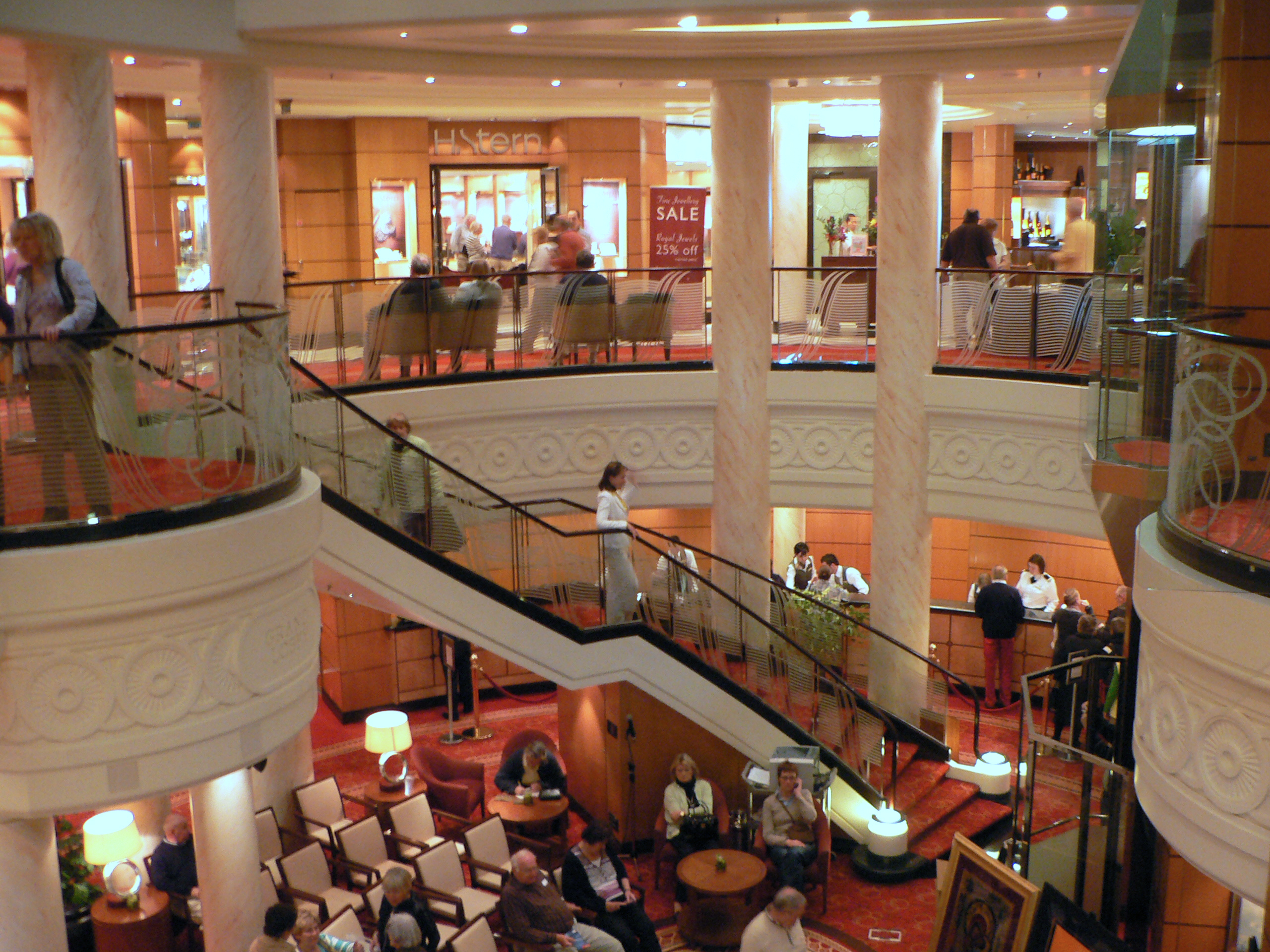
Blick hinunter in die „Grand Lobby“

Den Zugang zum Schiff bildet die „Grand Lobby“ mit einem großen Treppenhaus. In unmittelbarer Nähe befindet sich auch das Spielcasino. Das Einkaufszentrum mit einer Fläche von über 500 m² erstreckt sich auf der zweiten Ebene. Von der Lobby führen großzügig gestaltete Gänge zu den öffentlichen Bereichen auf den Decks 2 und 3. An Bord befinden sich über 300 Gemälde mit einem Gesamtwert von etwa fünf Millionen Euro. In Tradition der Reederei Cunard sind darunter auch Porträts der britischen Königsfamilie.

#### Restaurants

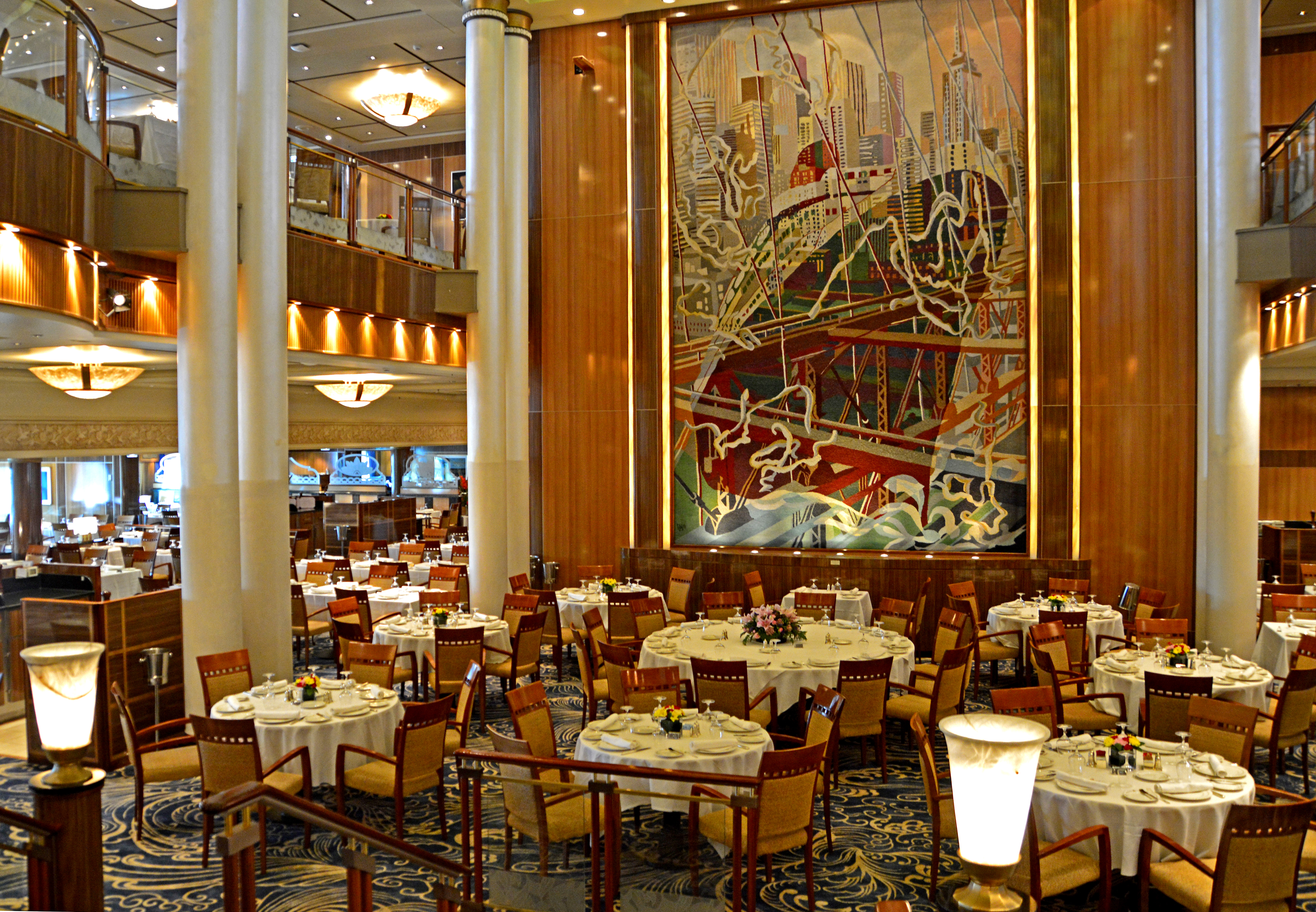
Das Britannia Restaurant wird von einer Tapisserie dekoriert, die die Queen Mary vor der Kulisse von New York darstellt.

An Bord befinden sich sieben Restaurants: Das Britannia Restaurant gilt als eines der optisch auffälligsten Räume des Schiffes und erstreckt sich über drei Decks in der Mitte des Schiffes.
Die Restaurants Britannia Club, Queen’s Grill und Princess Grill im hinteren Bereich von Deck 7 sind den Gästen der höheren Kabinenkategorien vorbehalten. Daneben gibt es das Spezialitätenrestaurant The Verandah (Steaks und Meeresfrüchte), wo Gäste gegen einen Aufpreis speisen können.

Die Queen Mary 2 verfügt mit etwa 200 Sorten in 17.000 Flaschen über den weltweit größten Weinkeller an Bord eines Schiffes. Die Weinkarte ist für alle Restaurants außer The Verandah dieselbe. Der Preisrahmen für eine Flasche bewegt sich vom mittleren zweistelligen bis zum niedrigen vierstelligen Pfundbereich. 

In dem ganztägig als Buffetrestaurant geführten King’s Court wird im Gegensatz zu den übrigen Restaurants auf eine Kleiderordnung verzichtet.
Dies gilt auch für das Boardwalk Café, das (bei günstigen Wetterbedingungen) auf dem offenen Deck 12 eine Vielzahl kleinerer Gerichte anbietet. Darüber hinaus besteht für alle Mahlzeiten ein kostenloser Kabinenservice.

#### Unterhaltungsmöglichkeiten

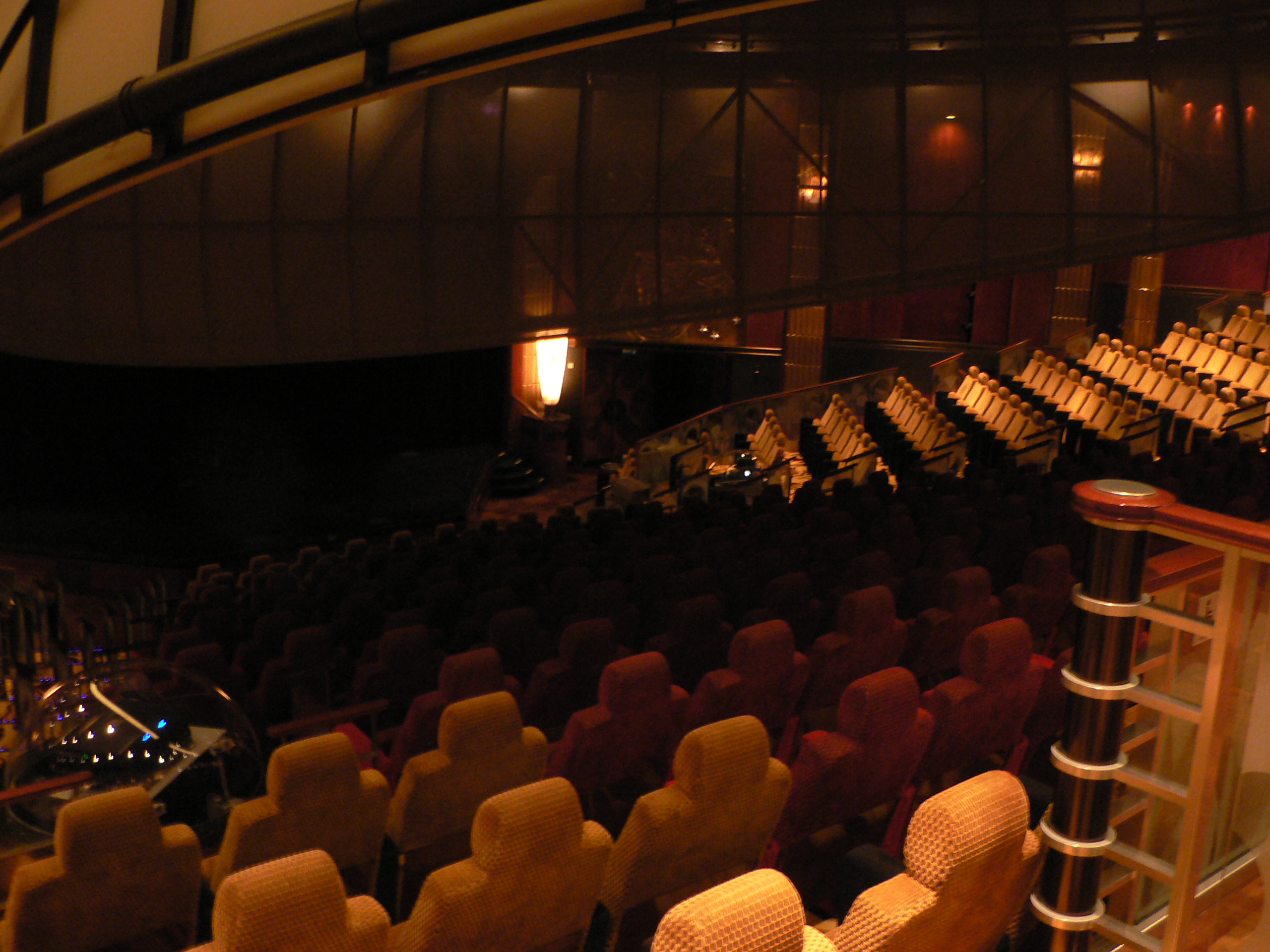
Das Bordkino/Planetarium „Illuminations“. Der runde Stoffschirm an der Decke ist die Planetariumsleinwand.

Das „Royal Court Theatre“ ist der Haupttheatersaal des Schiffes und bietet Platz für über 1.000 Besucher. In unmittelbarer Nähe befindet sich „Illuminations“, das erste Planetarium auf See, das auch als Kinosaal sowie für Konzerte und Vorlesungen genutzt wird. Der „Commodore Club“ ist eine Observationslounge im vorderen Teil von Deck 9 für Ausblicke über den Bug des Schiffs. Die Bordbibliothek der Queen Mary 2 war bis zur Indienststellung der Oasis of the Seas die größte ihrer Art. Sie umfasst etwa 8.500 Bände, 200 Hörbücher und 100 CD-ROMs. Das „G32“ ist ein zweistöckiger Nachtclub, der nach der Baunummer des Schiffs benannt wurde. Der „Golden Lion Pub“ ist einem typischen englischen Pub nachempfunden. Ein Pub mit gleichem Namen war auch schon auf der Queen Elizabeth 2 zu finden. Darüber hinaus gibt es noch weitere Bars, Lounges und Unterhaltungsmöglichkeiten.

#### Sonstige Bordeinrichtungen
- An Bord gibt es sechs Whirlpools und vier Schwimmbecken. Eines davon befindet sich im Wellnessbereich, der eine Fläche von ca. 1.800 m² umfasst.
- Die Sportstätten an Bord befinden sich auf den oberen Decks und bieten unter anderem Golfsimulatoren, Spielfelder für Shuffleboard und ein Basketballfeld.
- Für Kinder und Jugendliche gibt es nach Alter gestaffelte, beaufsichtigte Bereiche.
- Die Krankenstation bietet elf Betten und wird von medizinischem Fachpersonal, darunter einem Zahnarzt, betreut.
- Für Hunde stehen 22 Zwinger mit Auslaufmöglichkeit zur Verfügung.
- In der Leichenhalle des Schiffes können vier Särge untergebracht werden.

### Brücke

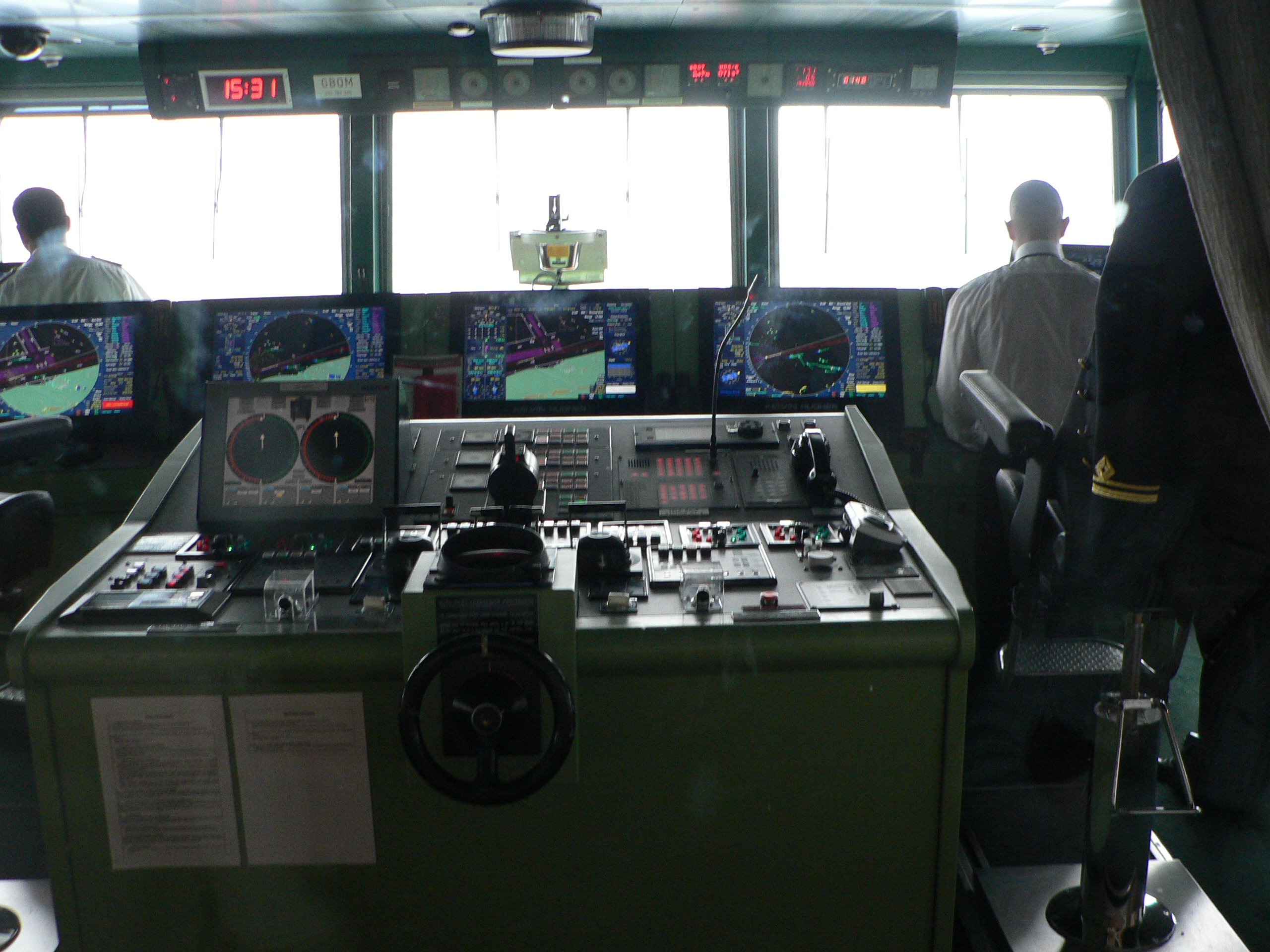
Die Brücke der QM2

Die Brücke der Queen Mary 2 befindet sich auf Deck 12 in einer Höhe von ca. 41 m über dem Wasser und erstreckt sich über eine Breite von ca. 45 m. Dies ermöglicht eine Sichtweite von etwa 25 km. Daten von Radar, Navigation, Sicherheitssystemen, Schiffstechnik und Wetter werden auf Flachbildschirmen dargestellt. Das Schiff kann mit einem einzelnen Joystick gesteuert werden. Auf See wird die Queen Mary 2 wie alle modernen Großschiffe von einer mit GPS navigierenden Selbststeueranlage gelenkt. Zusätzlich verfügt das Schiff über DP (Dynamische Positionierung).

### Schiffshörner
Die Queen Mary 2 ist mit insgesamt vier Schiffshörnern (Typhon) ausgestattet. Zwei davon befinden sich an den Seiten des Schornsteins, zwei weitere am Mast und am Bug. Das Horn auf der Steuerbordseite des Schornsteins stammt von der Namensvorgängerin Queen Mary. Es handelt sich dabei um das Modell „Tyfon 575“ des schwedischen Herstellers Kockum Sonics, das ursprünglich mit Dampf betrieben wurde. Das zweite Exemplar am Schornstein ist ein Nachbau. Die Hörner sind etwa zwei Meter lang und werden mit 30 bar Druckluft aus der Starteinrichtung der Dieselmotoren betrieben. Sie haben eine Reichweite von über zehn Meilen. Die Notation ist „A¹“ (55 Hz). Während das Schiff auf See ist, werden die Hörner täglich um die Mittagszeit getestet.

## Zwischenfälle
- Am 15. November 2003 starben 15 Angehörige von Werftarbeitern, als eine Gangway unter der Last von 48 Menschen einstürzte und sie in die Tiefe riss,[6] was dem Schiff den Beinamen „Bloody Mary“ einbrachte.
- Im Januar 2006 kam es beim Auslaufen aus dem Hafen von Fort Lauderdale zu einer Grundberührung. Dabei wurde eine der vier Propellergondeln beschädigt. Die Umfahrung von Südamerika konnte nur mit reduzierter Geschwindigkeit erfolgen, was Kapitän Warwick dazu veranlasste, die Zwischenstopps auf dem Weg nach Rio de Janeiro ausfallen zu lassen. Dies führte zu erheblichem Unmut unter den Passagieren.
- Während einer Atlantiküberquerung in westlicher Richtung kam es in der Nacht zum 15. August 2008 zu einem Stromausfall. Die Versorgung war nach etwa einer Stunde wiederhergestellt. Die Queen Mary 2 setzte die Fahrt mit reduzierter Geschwindigkeit fort.[29]
- Kurz bevor die Queen Mary 2 am 23. September 2010, aus Southampton kommend, den Hafen von Barcelona erreichte, explodierte ein Kondensator im 11-kV-Strang der Stromversorgung des Schiffes. Dabei wurde die Stahltür des Schaltraums aus ihrer Verankerung gerissen. In der Folge kam es zu einem halbstündigen Stromausfall. Während dieses Stromausfalles war das Schiff mit 3823 Personen an Bord manövrierunfähig.[30]
- Am 6. Oktober 2011 gab es einen Brand an einer der Gasturbinen im oberen Maschinenraum der Queen Mary 2. Er konnte von der Besatzung gelöscht werden, ohne dass es zu Personenschäden oder Schäden am Schiff gekommen war.[31]
- Am 26. Dezember 2012 erkrankten 194 Passagiere der Queen Mary 2 an einer Magen-Darm-Infektion.[32]
- Im März 2025 sind 224 Passagiere der Queen Mary 2 an einer Magen-Darm-Infektion (Norovirus) erkrankt.[33]

## Zahlen und Fakten
- Die Ankerkette der Queen Mary 2 wiegt 119 Tonnen und ist 345,03 Meter lang.[25] Jeder der beiden Anker wiegt 23 Tonnen.
- An den Elektroinstallationen, der Kabinenausstattung und den Küchen arbeiteten etwa 800 Firmen.
- An Bord befinden sich:
  - 2.500 km elektrische Kabel
  - 500 km Rohrleitungen
  - 80.000 Beleuchtungskörper
  - 3.000 Telefone
  - 8.800 Lautsprecher
  - 5.000 Brandmelder und
  - 8.350 automatische Feuerlöscher

## Sonstiges
- Die erste von der Autorin signierte US-Ausgabe des Buchs Harry Potter und der Halbblutprinz wurde an Bord der Queen Mary 2 in die Vereinigten Staaten gebracht.[34]
- Der Film Poseidon des Regisseurs Wolfgang Petersen wurde teilweise auf der Queen Mary 2 gedreht.
- Die Propeller der vier Antriebe bestehen aus Aluminiumbronze und wurden von der Mecklenburger Metallguss in Waren (Müritz) hergestellt.[35]

## Film
- Harvey Crossland (Regie): Queen Mary 2 – An Bord der Königin der Meere. Dokumentation, Kanada, Deutschland, 2008, 43 Min. (Bei einer Atlantiküberquerung in West-Ost-Richtung u. a. mit Commander Bernard Warner, Chefkoch Jean-Marie Zimmermann und dem Öko-Offizier Robert Scott)
- Peter Kleine (Regie): Queen Mary 2 – Die Reise. Promotion der Cunard Line mit Spielfilmcharakter (20 min.), Deutschland 2012